# Coordenada de reacción

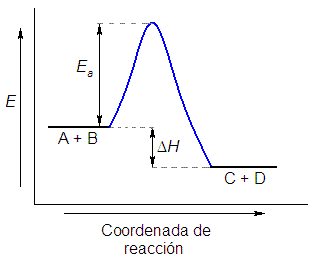
Diagrama de energía potencial para una hipotética reacción A + B → C + D, donde E_{a} es la energía de activación y ΔH el incremento de la entalpía de reacción.

En química, una coordenada de reacción es un parámetro que representa el progreso de una reacción elemental. Es habitualmente una magnitud geométrica que cambia a lo largo de la conversión de uno o más reactivos en un producto o productos.
Esta coordenada de reacción puede ser una longitud de enlace, un ángulo de enlace o una combinación de ambos. También puede ser una magnitud no geométrica como por ejemplo el orden de un enlace.
Por ejemplo, en la disociación homolítica de la molécula de hidrógeno una coordenada de reacción adecuada sería la distancia interatómica.
La coordenada de reacción se representa frente a la energía potencial para mostrar de forma esquemática el perfil de energía asociado a la reacción. Aquella sigue la trayectoria de mínima energía que conecta los reactivos con los productos en una representación de la superficie de energía potencial de la reacción.